# Лили Цицова
Лили Цициу или Влаху (на гръцки: Λιλή Τσίτσιου, Τσίσκα, Βλάχου) e гъркоманка от Македония, гръцка учителка и деятелка на Гръцката въоръжена пропаганда.

## Биография
Лили Цицова е родена в 1886 година в южномакедонския град Воден, тогава в Османската империя, днес Едеса, Гърция. Брат ѝ Йоан Цицов е гъркоманин, капитан на гръцка чета, който загива в при сражение с българска чета в Месимер. Лили Цицова завършва гръцкото девическо училище в родния си град, след което учи в училището Арсакио, издържана по време на образованието си от Воденската гръцка община. В 1904 година се връща в родния си град и поема ръководството на гръцкото девическо училище в града. Преподава известно време в Струмица, след което гръцкият генерален консул в Солун Ламброс Коромилас оценява работата ѝ и я кани да замине за Солун. Цицова става учителка в Солун и развива широка образователна и революционна дейност, което предизвиква реакция от българската революционна организация. Цицова е убита в училището в 1907 година от български дейци или на 30 октомври 1909 година от подкупен от българи турчин охранител на училището.
На сярското гробище Свето Благовещение (Евангелистрия) мраморна колона, поставена от Македонското образователно дружество, увековечава името на Лили Цицова заедно с тези на Ангелики Филипиду, Екатерина Хаджигеоргиева и Велика Трайкова.